# Lingshan (köpinghuvudort i Kina, Hainan Sheng, lat 19,97, long 110,43)
Lingshan är en köpinghuvudort i Kina. Den ligger i provinsen Hainan, i den södra delen av landet, omkring 12 kilometer sydost om provinshuvudstaden Haikou. Antalet invånare är 75 128. Befolkningen består av 35 512 kvinnor och 39 616 män. Barn under 15 år utgör 16,0 %, vuxna 15-64 år 74 %, och äldre över 65 år 8,0 %.
Runt Lingshan är det tätbefolkat, med 343 invånare per kvadratkilometer. Närmaste större samhälle är Haikou, 12,4 km nordväst om Lingshan. Trakten runt Lingshan består till största delen av jordbruksmark.
Genomsnittlig årsnederbörd är 2 382 millimeter. Den regnigaste månaden är juli, med i genomsnitt 350 mm nederbörd, och den torraste är januari, med 21 mm nederbörd.